# Lhota-Vlasenice
Lhota-Vlasenice – gmina leżąca na południu Czech, w powiecie Pelhřimov, w kraju Wysoczyna. Według danych z dnia 1 stycznia 2014 liczyła 82 mieszkańców.